# Score calcique
Le score calcique reflète le contenu en calcium des artères coronaires. Il est corrélé à la probabilité d'une présence d'une maladie coronarienne et peut servir comme dépistage de cette dernière.

## Technique
Il est calculé sur un scanner thoracique centré sur le cœur et réalisé sans injection. l'examen dure une dizaine de minutes et n'expose qu'à une faible irradiation (de l'ordre de 1 mSv).

## Résultats
Il est calculé en unités Agatston et est considéré comme significatif s'il dépasse 300.
Un score calcique élevé prédit un risque plus important de survenue d'une maladie cardiovasculaire, et ce, quelle que soit l'ethnie. Ce score est plus prédictif que les facteurs de risque traditionnels et pourrait donc re-classifier certains patients, notamment pour la prescription de statines. S'il est supérieur à 400 unités, l'athérome coronarien est constant (dépisté sur un scanner coronaire), avec un rétrécissement significatif d'un segment dans près de la moitié des cas. Un score calcique nul n'élimine pas complètement la présence d'un athérome coronarien mais la probabilité d'une sténose significative est alors très faible.
L'augmentation du score calcique sur un intervalle de plusieurs années, est également prédictif du risque de survenue d'un accident cardiaque.
Un score calcique élevé peut également être indicatif d'une maladie non cardiaque, comme la stéatose hépatique non alcoolique, un cancer, une insuffisance rénale chronique, une insuffisance respiratoire chronique.
S'il dépasse 1000 unités Agatston, le risque vasculaire équivaut à celui d'une personne coronarienne connue.